# Brigham City
Brigham City is een stad in Box Elder County in de Amerikaanse staat Utah.
Volgens metingen uit 2000 had de stad 17.412 inwoners. In de periode tot 2004 is de populatie in de stad licht gedaald tot 17.149 inwoners. De grootste stijging in inwonersaantallen in Brigham City was gedurende de jaren 50 en 60.
De stad heeft een oppervlakte van 37,1 km², en er leven 469,8 inwoners per vierkante kilometer in de stad.

## Geschiedenis
De mormoonse pionier William Davis verkende de omgeving van Brigham City voor het eerst in 1850. Een jaar later kwam hij terug met zijn familie en een aantal anderen en hij zette de eerste huizen neer.
Brigham Young gaf Lorenzo Snow in 1853 de opdracht om een zelfstandig draaiende stad te ontwikkelen. Kort daarna kwamen er religieuze en politieke gebouwen in de stad.
In 1864 kwam de industrie in de stad op gang.
De Tweede Wereldoorlog bracht veel verandering in Brigham City. De federale overheid gaf opdracht een ziekenhuis te bouwen in het zuiden van de stad. Dit ziekenhuis was bedoeld om gewonde soldaten te behandelen. Het ziekenhuis zorgde voor veel economische groei in de omgeving. Lokale bewoners verkochten voedsel en spullen aan het ziekenhuis. Na de oorlog werd het ziekenhuis omgebouwd tot school.
De economie van Brigham City is sterk afhankelijk van het in de stad liggende hoofdkwartier van het bedrijf ATK Thiokol, dat de solid rocket boosters voor de spaceshuttle ontwikkelde.

## Plaatsen in de nabije omgeving
De onderstaande figuur toont nabijgelegen plaatsen in een straal van 16 km rond Brigham City.